# 太田市立藪塚本町中学校
太田市立藪塚本町中学校（おおたしりつ やぶづかほんまちちゅうがっこう）は、群馬県太田市大原町にある公立中学校。市内での略称は「藪中」（やぶちゅう）、「藪塚中」（やぶづかちゅう）、「藪本中」（やぶほんちゅう）、「本町」を省略して「藪塚中学校」と表記されることもある。2022年5月1日現在、22の学級があり、674人の生徒、42人の教師が在籍している。

## 概要
群馬県太田市の北東に位置し、旧藪塚本町全域が学区のため、生徒数が多い学校である。そのためか、市内の中学校にしては珍しく校庭が二つあり、また体育館と武道館があるなど、施設面が充実している。
太田市内でも有数の部活動の強豪校で、2006年度に男子バレーボール部が全国大会に出場した（決勝トーナメント敗退）。他にも多数の部が市内の大会で上位を占めている。
また、2006年度より環境活動を実施し、2007年3月9日に「ISO 14001」の認証を取得した。
なお、校名の塚の正式な表記は、つくりの下部の3本の左はらいのうち下2本をまたぐ点が入る、旧字体である。

## 沿革

### 年表
- 1947年 - 藪塚本町立藪塚本町中学校創立[2]。
- 1948年 - 第一校舎（木造二階建て、11教室）を現在地に建設、移転[2]。
- 1950年 - 第二校舎（木造二階建て、12教室）を建設。運動場を拡張[2]。
- 1956年 - 給食室建設、給食を開始[2]。
- 1968年 - 体育館を建設[2]。
- 1972年 - 現在の南校舎を建設、移転[2]。
- 1981年 - 現在の北校舎を建設[2]。
- 1990年 - プール、新しい体育館を建設[2]。
- 1991年 - コンピュータ教室を設置[2]。
- 1992年 - 技術校舎を建設[2]。
- 1994年 - 部室を建設[2]。
- 2006年 - ISO 14001の認証を取得[2]。

## 教育方針

### 教育目標
- 自主的・創造的でたくましく思いやりに満ちた人間性豊かな生徒を育成する。
  - 進んで学ぶ生徒（自主・創造）
  - 思いやりのある生徒（友愛・共生）
  - 心身ともたくましい生徒（健康・安全）

### 経営方針
- 何事にも挑戦し、活力あふれる学校
  - 明るく、楽しく、活動できる学校
  - 進んで学び、個性を伸ばす学校
  - 思いやりの心をもち、一人一人を大切にする学校
  - 地域、社会との連携のもと、開かれた学校

## 学区
- 旧藪塚本町の区域[3]

## 学校行事
- 4月 - 始業式、入学式
- 5月 - 太田市中体連春季大会、群馬県東毛地区大会、中間テスト
- 6月 - 林間学校（1年、赤城方面）、校外学習（2年、東京方面）、修学旅行（3年、関西方面）、期末テスト
- 7月 - 終業式、太田市中体連総体、群馬県中体連総体
- 8月 - 県中体連総体
- 9月 - 始業式、体育祭、太田市中体連新人大会
- 10月 - 中間テスト、合唱コンクール、生徒会本部役員選挙
- 11月 - 期末テスト
- 12月 - 終業式
- 1月 - 始業式、期末テスト（3年）
- 2月 - 期末テスト（1,2年）
- 3月 - 卒業式､修了式

## 生徒会活動

### 生徒会本部

#### 構成
藪塚本町中学校の生徒会本部は7人構成で、毎年10月の生徒会本部役員選挙で選出される。任期は12ヶ月で、再選などに制限はない。原則として、2年生4人、1年生3人が選出され、会長は2年生から1人、副会長・書記・会計は1、2年生からそれぞれ1人ずつ選出される（学年はいずれも選挙時）。

#### 活動
基本的な生徒会本部としての活動のほか、環境活動も行なっており、地域清掃などのボランティアやリサイクル活動、花いっぱい運動などを実施している。行事がない場合に限り、月曜以外は玄関前にてあいさつ運動を実施している。

### 専門委員会
- 学級委員会
- 保健委員会
- 美化委員会
- 放送委員会
- 生活委員会
- JRC委員会
- 図書委員会
- 給食委員会
- 安全委員会
- 広報委員会
- 体育委員会
- 掲示委員会
- 環境委員会
  - 園芸委員会
- 奉仕委員会
- 修繕委員会

## 部活動

### 運動部
- 軟式野球部（男子）
- ソフトボール部（女子）
- サッカー部（男女）
- バスケットボール部（男子・女子）
- バレーボール部（男子・女子）
- バドミントン部（男子・女子）
- 卓球部（男子・女子）
- ソフトテニス部（男子・女子）
- 柔道部（男女）
- 剣道部（男女）
- 陸上競技部（男女）
- 水泳部（男女）
- 体操部（男女）

### 文化部
- 吹奏楽部（男女）
- 美術部（男女）
- パソコン部（男女）

## 交通
- 東武鉄道桐生線藪塚駅より2.4km